# Banitsa (Grèce)
Pour les articles homonymes, voir Banitsa.
Banitsa (en bulgare Баница, translittération internationale Banica ; en grec Καρυαί - Karié) est un ancien village qui se trouve à 20 km au nord de la ville de Serrès, en Macédoine centrale, en Grèce. Il était construit au bord d'une rivière, au pied de moyennes montagnes. 
Selon l'histoire orale locale, rapportée par le linguiste bulgare Jordan Ivanov, le village aurait été détruit par la peste puis reconstruit par des habitants venus des villages voisins. À la fin du XIXe siècle, Banitsa, situé dans la partie européenne de l'Empire ottoman est un village entièrement peuplé de Bulgares,. Les habitants du village se consacrent à l'agriculture et à l'activité minière. Après de départ des fonderies de fer, les habitants produisent du charbon de bois qu'ils vendent dans la proche ville de Serrès. Selon les statistiques de 1873 et l'Ethnographie des vilayets d'Andrinople, Monastir et Salonique réalisée à Constantinople, il y avait à Banitsa 101 familles regroupant au total 330 habitants bulgares. Selon l'étude statistique du bulgare Vasil Kănčov, de 1900, il y avait 840 Bulgares chrétiens et le village était composé uniquement d'orthodoxes. Selon Dimităr Mišev, secrétaire de l'exarque, il y avait, en 1905, 1080 "Bulgares exarchistes".
Dans ce village le révolutionnaire bulgaro-macédonien Goce Delčev fut tué en 1903.
Lorsque le village fut libéré en 1912 de la domination ottomane par l'armée bulgare, il y avait 120 maisons à Banitsa. Mais lors de la Seconde Guerre balkanique, en 1913, le village fut incendié par l'armée grecque et les habitants s'enfuirent en Bulgarie.
Le village est aujourd'hui en ruines et inhabité. Seul le clocher, élevé en 1883, est encore debout, ainsi que le mur est de l'église sur lequel on peut voir clairement des inscriptions.